# Cyanea ferruginea
Cyanea ferruginea är en manetart som beskrevs av Johann Friedrich von Eschscholtz 1929. Cyanea ferruginea ingår i släktet Cyanea och familjen Cyaneidae. Inga underarter finns listade i Catalogue of Life.